# Era open
Era open – okres w tenisie ziemnym, rozpoczęty w 1968 roku, kiedy to zezwolono na udział zawodników amatorskich oraz zawodowych w każdym turnieju (amatorskim i profesjonalnym).
W erze open jednym z najważniejszych osiągnięć zawodników jest zdobycie Klasycznego Wielkiego Szlema, czyli wygranie wszystkich czterech turniejów wielkoszlemowych w ciągu roku. Wśród mężczyzn ta sztuka udała się tylko Rodowi Laverowi w 1969. Wcześniej dokonał tego w 1962 roku. Spośród pań takim sukcesem mogą poszczycić się tylko dwie zawodniczki: Margaret Smith Court, która zdobyła Wielkiego Szlema w 1970 roku, i Steffi Graf, która oprócz czterech tytułów wielkoszlemowych w 1988 roku zdobyła również złoty medal olimpijski w Seulu. Przed nastaniem ery open tylko jedna tenisistka zdobyła Wielkiego Szlema – była nią Maureen Connolly.

## Rekordy ery open w tenisie żeńskim
- Kim Clijsters
  - pierwsza tenisistka belgijska, która osiągnęła pozycję liderki rankingu kobiecego; pierwsza w historii liderka tego rankingu bez zwycięstwa wielkoszlemowego,
  - jedna z sześciu tenisistek, które jednocześnie były liderkami rankingu singlowego i deblowego.

- Lindsay Davenport
  - jako pierwsza tenisistka w historii pokonała zawodniczkę z czołowej trójki światowego rankingu, nie oddając jej ani jednego gema (6:0, 6:0). Było to w półfinale Pacific Life Open w 2005 roku, w meczu z Mariją Szarapową. Davenport była wówczas zawodniczką rozstawioną z numerem 1, Szarapowa zaś z numerem 3,
  - Amerykanka to również pierwsza zawodniczka, która zanotowała 50 zwycięstw w turnieju Australian Open w erze open.

- Chris Evert
  - posiada najwyższy w historii tenisa procent wygranych spotkań – wynosi on 90%.

- Steffi Graf
  - jedyna w historii zdobywczyni Złotego Szlema, to jest triumfatorka wszystkich czterech turniejów wielkoszlemowych oraz złota medalistka igrzysk olimpijskich w jednym sezonie,
  - kiedy wygrała US Open 1995, została pierwszą i jedyną w historii tenisistką, która w każdym turnieju Wielkiego Szlema zwyciężała przynajmniej cztery razy;
  - została pierwszą tenisistką, która jako obrończyni tytułu w turnieju wielkoszlemowym odpadła już w pierwszej rundzie – miało to miejsce na Wimbledonie w 1994 roku.
  - była najdłużej na pozycji liderki rankingu – 377 tygodni.

- Justine Henin
  - została pierwszą zawodniczką w erze open, która po zwycięstwie we French Open odpadła już w pierwszej rundzie Wimbledonu (2005),
  - w meczu finałowym Australian Open 2006 przeciwko Amélie Mauresmo poddała się na początku drugiego seta. To pierwszy przypadek w erze open, by w wielkoszlemowym finale rozstrzygnięcie nastąpiło poprzez krecz przeciwnika,
  - w 2006 roku osiągnęła finały wszystkich turniejów wielkoszlemowych, z których wygrała jeden – Roland Garros. To najlepszy wynik od osiągnięcia Martiny Hingis w 1997 roku,
  - piąta zawodniczka w historii, która w swoim debiucie w turniejach zawodowych odniosła zwycięstwo – turniej w Antwerpii w 1999 roku,
  - pierwsza tenisistka belgijska, która zdobyła tytuł gry pojedynczej na turnieju wielkoszlemowym – French Open 2003, w finale z rodaczką Kim Clijsters.

- Martina Hingis
  - w 1997 roku osiągnęła finały wszystkich turniejów wielkoszlemowych, ulegając tylko Ivie Majoli we French Open. Zbliżony sukces odniosła dopiero Justine Henin-Hardenne w 2006 roku, jednak wygrała tylko French Open,
  - w 1998 roku osiągnęła Wielkiego Szlema w grze podwójnej,
  - najmłodsza liderka światowej klasyfikacji kobiet,
  - najmłodsza triumfatorka wielkoszlemowego Australian Open i Wimbledonu oraz jednocześnie najmłodsza triumfatorka turnieju wielkoszlemowego w grzej pojedynczej,
  - jedna z sześciu zawodniczek, które były jednocześnie liderkami rankingu singla i debla.

- Martina Navrátilová
  - jest jedną z trzech tenisistek, które wygrały turniej wielkoszlemowy we wszystkich trzech dyscyplinach (singel, debel i mikst),
  - w wieku pięćdziesięciu lat zdobyła tytuł US Open 2006 w grze mieszanej,
  - dziewięciokrotnie zajmowała pozycję najlepszej tenisistki na świecie.

- Arantxa Sánchez Vicario
  - druga w historii zawodniczka, która była jednocześnie liderką rankingu singlowego i deblowego,
  - wygrywając French Open w 1989 roku została wówczas najmłodszą triumfatorką tego turnieju, wynik ten rok później poprawiła Monica Seles.

- Monica Seles
  - wygrywając French Open w 1990 roku została najmłodszą triumfatorką tego turnieju, poprawiając wyczyn Arantxy Sánchez Vicario rok wcześniej
  - w 1990 roku Monica stała się najmłodszą zwyciężczynią turnieju WTA Tour Championships. W finale zagrała z Gabrielą Sabatini i był to pierwszy pięciosetowy pojedynek w tenisie kobiecym od 1902 roku,
  - została najmłodszą liderką światowego rankingu kobiecego w 1991 roku. Wynik ten poprawiła później Martina Hingis.

- Margaret Smith Court
  - zdobywczyni klasycznego Wielkiego Szlema w 1970 roku,
  - zawodniczka, która zdobyła najwięcej w historii tytułów wielkoszlemowych w grze pojedynczej (24, w tym 11 w erze open).

- Serena Williams
  - czterokrotna mistrzyni olimpijska w konkurencjach gry pojedynczej i podwójnej
  - zdobywczyni Niekalendarzowego Wielkiego Szlema w grze pojedynczej i podwójnej, zdobywczyni Karierowego Złotego Wielkiego Szlema w grze pojedynczej i podwójnej
  - zdobywczyni 23 tytułów wielkoszlemowych w grze pojedynczej,
  - najstarsza liderka rankingu singlistek,
  - najstarsza triumfatorka turnieju wielkoszlemowego w grze pojedynczej.

## Rekordy ery open w tenisie męskim
- Roger Federer
  - tenisista, który w rankingach męskich zgromadził najwięcej punktów w historii,
  - pierwszy mężczyzna, który wygrał cztery turnieje cyklu ATP World Tour Masters 1000 w sezonie,
  - pierwszy tenisista, który w ATP World Tour Finals pokonał przeciwnika wynikiem 6:0, 6:0 (półfinał z Gastónem Gaudio w 2005 roku),
  - pierwszy i jedyny tenisista w historii, który wygrywał Wimbledon i US Open przez cztery kolejne lata (2004 – 2007).
  - odniósł najwięcej zwycięstw w turnieju wimbledońskim – osiem.

- Rod Laver
  - jedyny tenisista w erze open, który osiągnął klasycznego Wielkiego Szlema – w 1969 roku (wcześniej dokonał tego w 1962 roku).

- Rafael Nadal
  - wygrał 22 turnieje wielkoszlemowe
  - rekordzista w liczbie spotkań wygranych z rzędu na kortach ziemnych,
  - został pierwszym nastolatkiem od czasów Borisa Beckera, który osiągnął pozycję drugiego tenisisty na świecie,
  - pierwszy tenisista w erze open, który czternastokrotnie wygrał jeden turniej wielkoszlemowy (French Open).

- Novak Đoković
  - wygrał 24 turnieje wielkoszlemowe – najwięcej w historii ery open,
  - odniósł najwięcej zwycięstw w turnieju Australian Open – dziesięć.

- Patrick Rafter
  - lider rankingu tenisistów przez okres jednego tygodnia.

## Inne rekordy

### Zwycięstwa w debiutanckich turniejach zawodowych
(sześć tenisistek wygrało zawodowy turniej w swoim debiucie)
- 1997 – Mirjana Lučić, Bol
- 1999 – Justine Henin, Antwerpia
- 2001 – Angelique Widjaja, Bali
- 2016 – Iga Świątek, Sztokholm

### Jednocześni liderzy rankingów singla i debla
Kobiety
1. Martina Navrátilová – 1987
2. Arantxa Sánchez Vicario – 1995
3. Martina Hingis – 1997
4. Lindsay Davenport – 1998
5. Kim Clijsters – 2003
6. Serena Williams – 2010

### Wielki Szlem kobiet
Klasyczny Wielki Szlem
- 1970 – Margaret Smith Court
- 1988 – Steffi Graf

Niekalendarzowy Wielki Szlem
- Margaret Smith Court – US Open 1969 – Wimbledon 1970
- Margaret Smith Court – Roland Garros 1970 – Australian Open 1971
- Martina Navrátilová – Roland Garros 1984 – Australian Open 1985
- Steffi Graf – Roland Garros 1993 – Australian Open 1994
- Serena Williams – Roland Garros 2002 – Australian Open 2003
- Serena Williams – US Open 2014 – Wimbledon 2015

Cztery finały turniejowe
- 1985 – Martina Navrátilová
- 1987 – Martina Navrátilová
- 1989 – Steffi Graf
- 1992 – Monica Seles
- 1993 – Steffi Graf
- 1997 – Martina Hingis
- 2006 – Justine Henin-Hardenne

Trzy wygrane turnieje w roku
- 1969 – Margaret Smith Court
- 1972 – Billie Jean King
- 1973 – Margaret Smith Court
- 1983 – Martina Navrátilová
- 1984 – Martina Navrátilová
- 1991 – Monica Seles
- 1995 – Steffi Graf
- 1996 – Steffi Graf
- 1997 – Martina Hingis
- 2002 – Serena Williams
- 2015 – Serena Williams